# Нурбаев, Абдурахман Баймухаметович
Абдурахман Баймухаметович Нурбаев (каз. Адхахман Баймухаметулы Нурбаев; род. 1926) — советский казахский политический и государственный деятель.

## Биография
Родился 18 августа 1926 года в селе Ильич (ныне Акбулым) Джамбулской (ныне Жамбылской) области Казахской ССР.
В Великую Отечественную войну работал в тылу. По окончании в 1943 году средней школы, работал на Жамбылском сахарном заводе, затем преподавал географию в восьмилетней школе села  Жасоркен Жамбылской области.
В 1944—1946 годах Абдурахман находился на службе в органах государственной безопасности Казахской ССР в отделе криминальной полиции. В 1946—1949 годах работал исполкоме, затем был секретарём и инструктором обкома комсомола. В 1949—1951 годах учился в школе следователей города Ленинграда. В 1951—1959 годах работал следователем в прокуратуре и отделах внутренних дел Кызылординской и Жамбылской областей.
Затем Абдурахман Нурбаев занимался ответственной работой в Жамбылском облисполкоме и южных краевых партийных комитетах области. В 1966—1971 годах — председатель профсоюзного комитета работников транспорта, шоссейных дорог и связи Жамбылской области. В 1971—1980 годах — председатель исполкома Жуалынского районного совета Жамбылской области, в 1980—1986 годах — заместитель председателя правления областного потребительского союза.
Пять раз избирался депутатом областного совета.
Был награждён орденом «Знак Почёта», медалями и многими Почетными грамотами Верховного Совета Казахской ССР.